# Shaminren
Shaminren (in giapponese: 社民連), dalla contrazione di Shakai-minshu-rengō (社会民主連合), tradotto come Unione Socialdemocratica, fu un partito politico giapponese di orientamento liberal-sociale e socialdemocratico.
Fondato nel 1978 in seguito ad una scissione dal Partito Socialista Giapponese, si sciolse nel 1994, quando i suoi esponenti politici aderirono per lo più a Shintō Sakigake e al Nuovo Partito del Giappone.

## Risultati
| Elezione          | Voti    | %    | Seggi   |
| ----------------- | ------- | ---- | ------- |
| Parlamentari 1979 | 368.660 | 0,68 | 2 / 511 |
| Parlamentari 1980 | 402.832 | 0,68 | 3 / 511 |
| Parlamentari 1983 | 381.045 | 0,67 | 3 / 511 |
| Parlamentari 1986 | 499.670 | 0,83 | 4 / 512 |
| Parlamentari 1990 | 566.957 | 0,86 | 4 / 512 |
| Parlamentari 1993 | 461.169 | 0,73 | 4 / 511 |